# Burlövs kommun
Burlövs kommun är en kommun i Skåne län, belägen mellan Malmö och Lund. Centralort är Arlöv.
En stor del av kommunen utgörs av förortsbebyggelse till Malmö, men marken har även gynnsamma förutsättningar för odling. Kommunen har en lång tradition av industrier och i början av 2020-talet var det lokala näringslivet expansivt. 
Sedan kommunen bildades har befolkningstrenden varit positiv, särskilt sedan slutet av 1990-talet. Kommunen har en lång tradition av rött styre, efter valen 2018 och 2022 har dock en borgerlig minoritetskoalition styrt.

## Administrativ historik
Kommunens område motsvarar Burlövs socken där vid kommunreformen 1862 Burlövs landskommun bildades och Burlövs socken gav landskommunen dess namn. 
17 mars 1899 inrättades Arlövs municipalsamhälle och 21 november 1913 Åkarps municipalsamhälle i kommunen, vilka båda upplöstes vid utgången av 1958.

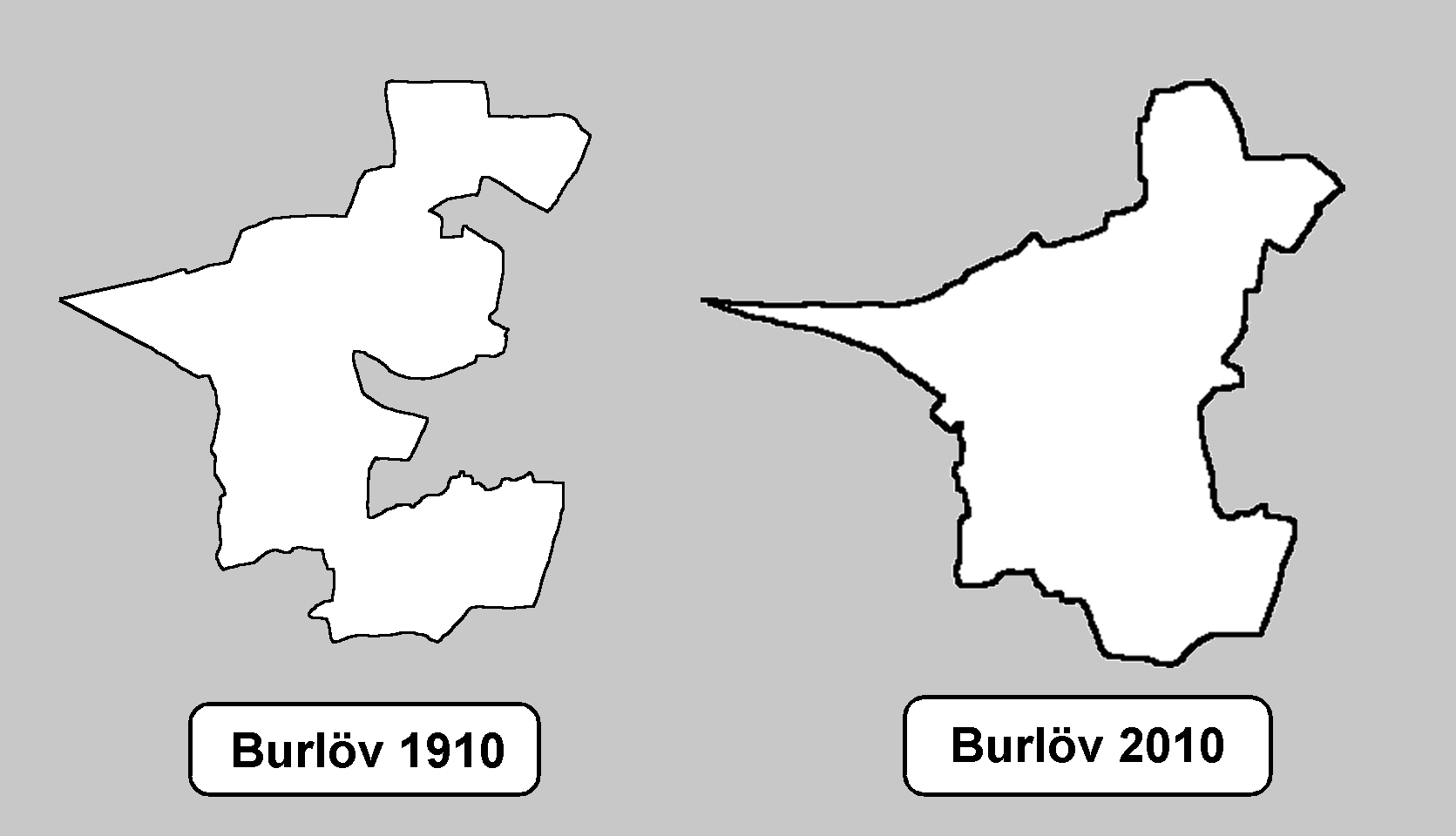
Burlövs kommungränser år 1910 och 2010.

Kommunreformen 1952 påverkade inte indelningarna i området, men mindre områden har över tiden inkorporerats från omgivande socknar såsom Görslövs och Tottarps socknar och kommuner (se bild till höger). I samband med upplösningen av Åkarps municipalsamhälle kom Kabbarpsområdet i nuvarande södra delen av Åkarps tätort att byta från Staffanstorps kommun och Tottarps socken till Burlöv år 1959. 1 januari 1972 genomfördes gränsrevisioner mot Lomma kommun då Svanetorpsområdet norr om Åkarp gick över till Burlöv och Staffanstorps kommun där Helenelundsområdet intill Kronetorps mölla övergick till Burlöv. 1992 gjordes en revision mot Malmö stad där hela området för Nordsjö färgfabrik kom att placeras i Burlöv.
Burlövs kommun bildades vid kommunreformen 1971 av Burlövs landskommun. Kommunen ingick i Malmö kommunblock tills detta upplöstes 1976. 
Kommunens landyta har på 2000-talet utökats i väster när den konstgjorda halvön Spillepengens deponi/återvinning skapats i havet, där dock dess nordvästra del ligger i Lomma kommun.

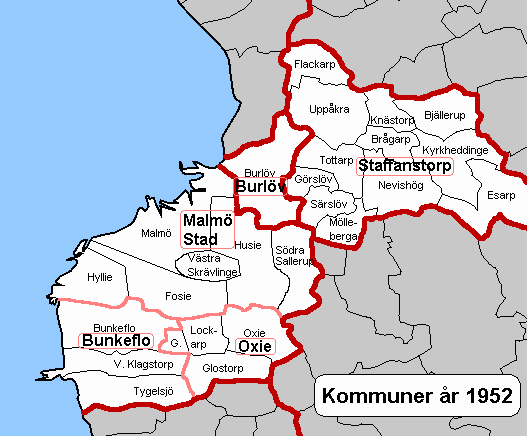
Socknar inom Malmö, Burlöv och Staffanstorps kommuner.

Kommunen ingår sedan bildandet i Malmö domsaga.

## Geografi
Kommunen är landets ytmässigt näst minsta (efter Sundbybergs kommun) och har en omfattning som med vissa justeringar liknar dess föregångare som bildades vid kommunreformen 1862.

### Topografi och hydrografi
Området som utgör kommunen har en kalkrik berggrund. Södra delen av Burlövs kommun är  mer kuperad än norra delen vilket kan härledas till hur berggrunden vittrat. Vittring är också förklaringen till de små, till synes avloppslösa sjöarna i området. Berggrunden är huvudsakligen täckt av sand och bördiga moränleror. Det finns gynnsamma förutsättningar för odling och delar av Burlöv används också som försöksområden för Alnarps lantbruksuniversitet. En stor del av kommunen utgörs av förortsbebyggelse till Malmö.
Nedan presenteras andelen av den totala ytan 2020 i kommunen jämfört med riket.
|  | Bebyggelse (51,6 %) |

|  | Skog (2,4 %) |

|  | Öppen myrmark (0,2 %) |

|  | Jordbruksmark (31,1 %) |

|  | Övrig mark (14,8 %) |

|  | Bebyggelse (3,1 %) |

|  | Skog (68,0 %) |

|  | Öppen myrmark (7,2 %) |

|  | Jordbruksmark (7,4 %) |

|  | Övrig mark (14,3 %) |

### Naturskydd
År 2022 fanns ett naturreservat i Burlövs kommun. Södra Lommabuktens naturreservat bildades 2008 och området är 256 hektar, det löper även in i Lomma kommun. Det utgörs av strandängar längs Öresund och har använts som betesmark sedan bronsåldern. I området trivs växter som glasört, saltört och saltnarv samt strandängsfåglar som gravand, skedand, tofsvipa, rödbena och gulärla. Området är även skyddat som Natura 2000.

### Administrativ indelning
För befolkningsrapportering består kommunen av ett enda område, före 2016 Burlövs församling och från 1 januari 2016 av distriktet Burlöv.

### Tätorter
År 2020 bodde 98,7 procent av kommunens invånare i någon av kommunens tätorter, vilket var högre än motsvarande siffra för riket där genomsnittet var 87,6 procent. Vid Statistiska centralbyråns tätortsavgränsning 2020 fanns det fyra tätorter i Burlövs kommun:
| Tätort          | Befolkning |
| --------------- | ---------- |
| Malmö           | 11 944*    |
| Åkarp           | 6 345*     |
| Burlövs egnahem | 767        |
| Nordanå         | 12*        |

* Avser den del av tätorten som tillhör Burlövs kommun

## Styre och politik

### Styre
Kommunen har en lång tradition av rött styre. Mandatperioden 2010–2014 styrde Socialdemokraterna kommunen med 14 av 41 mandat i kommunfullmäktige.
Mandatperioden 2014–2018 styrdes kommunen av de rödgröna. Efter valet 2018 övertogs makten av en minoritetskoalition bestående av Moderaterna, Centerpartiet och Liberalerna i minoritet. Denna koalition fortsatte styra efter valet 2022. Kommunalråd blev moderaten Sara Vestering.

### Kommunfullmäktige

#### Presidium
| Presidium 2022–2026    | Presidium 2022–2026 | Presidium 2022–2026                                     |
| ---------------------- | ------------------- | ------------------------------------------------------- |
| Ordförande             | C                   | Anneli Kihlstrand (2025-) Fredrik Jörgensen (2022-2025) |
| Förste vice ordförande | M                   | Leif Westin                                             |
| Andre vice ordförande  | SD                  | Christer Swahn                                          |
| Tredje vice ordförande | S                   | Hans-Åke Mårtensson                                     |

#### Lista över kommunfullmäktiges ordförande
| År        | Namn | Namn              |
| --------- | ---- | ----------------- |
| 1970-1982 | S    | Hans Jönsson      |
| 1982-1986 | S    | Egon Jacobsson    |
| 1986-1991 | S    | Alve Jönsson      |
| 1991-1994 | M    | Kjell Hartvig     |
| 1994-2002 | S    | Elsie Nilsson     |
| 2002-2014 | S    | Kent Wollmér      |
| 2014-2018 | MP   | Vlado Somljacan   |
| 2018-2025 | C    | Fredrik Jörgensen |
| 2025-     | C    | Anneli Kihlstrand |

#### Mandatfördelning 1970–2022
|  | 23 | 6 | 5 | 6 |

| 37 |

|  | 22 | 9 | 3 | 6 |

| 35 | 6 |

|  | 21 | 7 | 5 | 7 |

| 34 | 7 |

| 2 | 22 | 4 | 5 | 8 |

| 30 | 11 |

| 2 | 24 | 3 | 2 | 10 |

| 28 | 13 |

| 2 | 20 |  | 2 | 2 | 5 | 9 |

| 31 | 10 |

| 2 | 20 | 3 | 2 | 5 | 9 |

| 32 | 9 |

|  | 18 | 2 | 2 | 2 | 4 |  | 11 |

| 29 | 12 |

|  | 23 | 2 | 2 | 2 | 2 | 9 |

| 26 | 15 |

| 2 | 19 | 2 | 3 | 2 |  | 2 |  | 9 |

| 23 | 18 |

| 3 | 17 |  | 5 | 2 |  | 4 |  | 7 |

| 24 | 17 |

| 2 | 15 |  | 6 | 2 | 2 | 3 |  | 9 |

| 25 | 16 |

| 2 | 14 | 2 | 7 |  |  | 3 | 11 |

| 26 | 15 |

| 2 | 15 | 3 | 10 |  | 2 | 8 |

| 24 | 17 |

| 3 | 13 | 2 | 10 | 2 | 3 | 8 |

| 26 | 15 |

| 3 | 14 | 2 | 9 | 2 | 2 | 9 |

| 27 | 14 |

### Nämnder

#### Kommunstyrelse
| Presidium 2022–2026    | Presidium 2022–2026 | Presidium 2022–2026 |
| ---------------------- | ------------------- | ------------------- |
| Ordförande             | M                   | Sara Vestering      |
| Förste vice ordförande | C                   | Anneli Kihlstrand   |
| Andre vice ordförande  | SD                  | Ingvar Olsson       |

#### Lista över kommunstyrelsens ordförande
| År        | Namn | Namn                |
| --------- | ---- | ------------------- |
| 1970-1973 | S    | Elis Andersson      |
| 1973-1976 | S    | Egon Jacobsson      |
| 1979-1984 | S    | Torsten Engvall     |
| 1984-1990 | S    | Erland Johansson    |
| 1990      | S    | Göran Krona         |
| 1990-2008 | S    | Kerstin Fredriksson |
| 2008-2018 | S    | Katja Larsson       |
| 2018-2021 | M    | Lars Johnson        |
| 2021-2022 | M    | Amelie Gustafsson   |
| 2022-     | M    | Sara Vestering      |

#### Övriga nämnder
| Nämnd                          | Ordförande | Ordförande         | Förste vice ordförande | Förste vice ordförande | Andre vice ordförande | Andre vice ordförande |
| ------------------------------ | ---------- | ------------------ | ---------------------- | ---------------------- | --------------------- | --------------------- |
| Socialnämnden                  | M          | Mia Eldh-Holmqvist | C                      | Owe Håkansson          | SD                    | Laila Knudsen         |
| Utbildnings- och kulturnämnden | L          | Kristoffer Daag    | M                      | Mario Ravlic           | SD                    | László Pataki         |
| Samhällsbyggnadsnämnden        | M          | Nils Holmqvist     | L                      | Stefan Ericsäter       | SD                    | László Pataki         |
| Valnämnden                     | M          | Håkan Dahlgren     | C                      | Göran Kihlstrand       | SD                    | Ingvar Olsson         |

### Vänorter
- Anklam, Tyskland
- Zlatopil, Ukraina

Kommunen hade tidigare ett samarbete med Kaliningrad, Ryssland, men det är officiellt avslutat.

## Ekonomi och infrastruktur

### Näringsliv
I slutet av 1800-talet hade flera stora industrier etablerat sig i området, så som  Arlövs Sockerfabrik och Arlövs Mekaniska Verkstad och Waggonfabrik. Det dröjde dock till 1960-talet innan den kraftiga industriexpansionen kom då Arlövs Exploaterings AB bildades. Industrimark ställdes till förfogande och 1964–67 tillkom  Gamla Industribyn som blev en av de allra första i sitt slag i Sverige. Åren 1971–73 färdigställdes Nya Industribyn med bland annat Arlövs partihallar för frukt och grönsaker.
I början av 2020-talet var det lokala näringslivet expansivt. Branscher som sysselsatte en stor del av kommunens yrkesverksamma invånare var tillverkningsindustrin, handeln och transportverksamheten. Bland de största företagen återfanns Akzo Nobelkoncernen (färger och lacker), Hilti (maskiner till bygg- och anläggningsindustrin) och före detta Arlövs sockerbruk, Nordic Sugar AB.

### Infrastruktur

#### Transporter
Kommunen genomkorsas av Europaväg 22 från väst till nordöst. Genom kommunen går även Europaväg 6 (även kallad E20). Södra delen av kommunen genomkorsas av riksväg 11. Kommunen genomkorsas även av järnvägen Malmö–Lund.
Burlövs station har fått sitt namn efter kommunen och sitt läge vid Burlöv Center i Arlöv, och utgör tillsammans med Åkarps station kommunens två järnvägsstationer.

## Befolkning

### Demografi

#### Befolkningsutveckling
Kommunen har 20 263 invånare (31 mars 2025), vilket placerar den på 123:e plats avseende folkmängd bland Sveriges kommuner.
| Befolkningsutvecklingen i Burlövs kommun 1970–2020 | Befolkningsutvecklingen i Burlövs kommun 1970–2020 | Befolkningsutvecklingen i Burlövs kommun 1970–2020 | Befolkningsutvecklingen i Burlövs kommun 1970–2020 | Befolkningsutvecklingen i Burlövs kommun 1970–2020 |
| -------------------------------------------------- | -------------------------------------------------- | -------------------------------------------------- | -------------------------------------------------- | -------------------------------------------------- |
|                                                    |                                                    |                                                    |                                                    |                                                    |
| År                                                 |                                                    |                                                    | Folkmängd                                          |                                                    |
| 1970                                               | 1970                                               |                                                    | 11 830                                             |                                                    |
| 1975                                               | 1975                                               |                                                    | 14 112                                             |                                                    |
| 1980                                               | 1980                                               |                                                    | 14 323                                             |                                                    |
| 1985                                               | 1985                                               |                                                    | 14 314                                             |                                                    |
| 1990                                               | 1990                                               |                                                    | 14 561                                             |                                                    |
| 1995                                               | 1995                                               |                                                    | 14 641                                             |                                                    |
| 2000                                               | 2000                                               |                                                    | 15 038                                             |                                                    |
| 2005                                               | 2005                                               |                                                    | 15 320                                             |                                                    |
| 2010                                               | 2010                                               |                                                    | 16 701                                             |                                                    |
| 2015                                               | 2015                                               |                                                    | 17 430                                             |                                                    |
| 2020                                               | 2020                                               |                                                    | 19 312                                             |                                                    |

#### Invånare efter de vanligaste födelseländerna
Följande länder är de 10 vanligaste födelseländerna för befolkningen i Burlövs kommun.
| Födelseland 31 december 2021 | Födelseland 31 december 2021     | Födelseland 31 december 2021 | Födelseland 31 december 2021 | Födelseland 31 december 2021 |
| ---------------------------- | -------------------------------- | ---------------------------- | ---------------------------- | ---------------------------- |
| Nr                           | Land                             | Antal                        | Andel                        | Andel i hela riket           |
| 1                            | Sverige                          | 13 088                       | 66,26 %                      | 80,00 %                      |
| 2                            | Irak                             | 813                          | 4,12 %                       | 1,40 %                       |
| 3                            | / SFR Jugoslavien/FR Jugoslavien | 580                          | 2,94 %                       | 0,60 %                       |
| 4                            | Polen                            | 573                          | 2,90 %                       | 0,91 %                       |
| 5                            | Bosnien och Hercegovina          | 461                          | 2,33 %                       | 0,58 %                       |
| 6                            | Afghanistan                      | 321                          | 1,63 %                       | 0,60 %                       |
| 7                            | Danmark                          | 262                          | 1,33 %                       | 0,37 %                       |
| 8                            | Syrien                           | 214                          | 1,08 %                       | 1,88 %                       |
| 9                            | Rumänien                         | 192                          | 0,97 %                       | 0,32 %                       |
| 10                           | Iran                             | 190                          | 0,96 %                       | 0,80 %                       |

## Kultur

### Kulturarv
År 2022 fanns tre byggnadsminnen i Burlövs kommun – Burlövs prästgård, Hvilans gymnastikbyggnad och Kronetorps kvarn.
Ett annat kulturarv är exempelvis Hundramannasalen, även kallad Arlövs teater, som byggdes 1892 av den första sjukkassan i Arlöv, Hundramannaföreningen nr 1.

### Kommunsymboler

#### Kommunvapen
Blasonering: I rött fält en femuddig stjärna av silver över en sockerbeta av silver med blad av guld.
Vapnet fastställdes för Burlövs landskommun av Kungl. Maj:t 1959 och registrerades hos  PRV 1974. Sockerbetan syftar på Arlövs sockerbruk, och stjärnan är hämtad från folkhögskolan Hvilans emblem. Färgerna i rött och gult skulle både påminna om den skånska flaggan och om arbetarrörelsens röda färg.

#### Kommunfågel

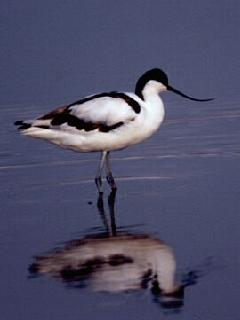
Skärfläckan är Burlövs kommunfågel.